# Rhinopias godfreyi
Rhinopias godfreyi és una espècie de peix pertanyent a la família dels escorpènids.

## Descripció
- Fa 4,8 cm de llargària màxima.[4][5]

## Hàbitat
És un peix marí, demersal i de clima tropical.

## Distribució geogràfica
Es troba a Austràlia Occidental i Papua Nova Guinea.

## Costums
És bentònic.

## Observacions
És inofensiu per als humans.